# Karlhochkogel
Der Karlhochkogel ist ein 2096 m ü. A. hoher Berg in der Hochschwabgruppe im österreichischen Bundesland Steiermark. Er gilt aufgrund des flachen Geländes als beliebter Aussichtspunkt unmittelbar südöstlich der Hochschwab-Südwand.

## Lage und Umgebung
Der Karlhochkogel bildet die höchste Erhebung der Karlalpe, einer Hochfläche südöstlich der Hochschwab-Südwand, von der sie durch den Trawiessattel (1898 m) getrennt ist. Zu den markantesten Erscheinungen dieses Massivs gehören der Festlbeilstein über dem Reidelsteinriedel und der Fölzstein (1946 m). Der Karlhochkogel selbst präsentiert sich von Norden als sanfte Rasenkuppe, auch im Südwesten ist ihm ein sanft gewelltes Plateau (Mühlbachboden) vorgelagert, welche nach Süden und Westen jedoch in steiles Felsen- und Schrofengelände abbricht. Südöstlich unterhalb des Gipfels liegt das namensgebende Karl, von dem der Karlgraben in südwestlicher Richtung zur Karlschütt und zum hinteren Ilgner Tal hinunterzieht.
Ein Plateau zwischen Fölzkogel und Fölzstein im Südosten wird durch einen Windscharte genannten Sattel vom Rest der Karlalm abgegrenzt, üblicherweise aber dennoch dieser zugerechnet. Ein von der Karlalm nach Nordosten abfallender, zunehmend zerklüfteter Grat (Gipfel: Westlicher bzw. Östlicher Edelspitz) grenzt das Tal Obere Dullwitz von der Fölzalm ab, am Ende dieses Grates befindet sich der Fölzsattel.

## Geologie und Geomorphologie
Der Karlhochkogel ist wie die Stangenwand auf der anderen Seite des Trawiestals vom Dachstein-Riffkalk bestimmt, der gegen das Hangende hin von gebanktem, lagunärem Dachsteinkalk abgelöst wird. Das Liegende wird anders als bei der Stangenwand, die eine isolierte Deckscholle mit tektonischem Zuschnitt darstellt, von einem bis zu 150 m mächtigen Dolomitsockel gebildet. Dieser konnte anhand eines lokal auftretenden, dünnen Bandes karnischer Schiefer und Kalke, das ihn vom Wettersteindolomit trennt, ins Oberkarn datiert werden.
Der Riffkalk erreicht am Karlhochkogel eine Mächtigkeit zwischen 200 und 300 m. Von der überlagernden Lagune sind etwa 50 m erhalten, die Hauptmasse wurde jedoch längst erodiert. Auf der Ostseite des Karlhochkogels existiert neben einer reichen Brachiopoden- auch eine Conodontenfauna mit der Art Epigondolella triangularis. Der Beginn des Riffwachstums reicht dort mindestens bis ins Lacium zurück. Gegen Osten findet der Riffkalk über den Fölzkogel seine Fortsetzung auf der Mitteralm, wo der Plattformrand an das Aflenzer Becken anschließt.

## Aufstieg
Der Karlhochkogel kann von mehreren verschiedenen Seiten mehr oder weniger unschwierig bestiegen werden. Die einfachste Variante führt vom Trawiessattel (vom Gasthof Bodenbauer in 3 Stunden sowie von der Voisthaler Hütte in 1 Stunde erreichbar) über die Hinterwiesen in ca. ½ Stunde zum Gipfel. Aus dem Ilgner Tal erfolgt der Anstieg jeweils in 3 bis 3½ Stunden vom Bodenbauer über den Reidelsteinriedel oder mit dem Ausgangspunkt Festlau durch den Karlgraben oder über die Wallmerin. Aus südöstlicher Richtung kann der Karlhochkogel in 3½ Stunden von der Fölzklamm wahlweise über die Fölzalm (1484 m) oder den Nadelsteinriegel bestiegen werden. Abgesehen von den Zustiegen zu Trawiessattel und Fölzalm sind alle erwähnten Aufstiege unmarkiert und teilweise weglos.
Der Karlgraben wird in den Wintermonaten gern für Skitouren genutzt.

Ansichten
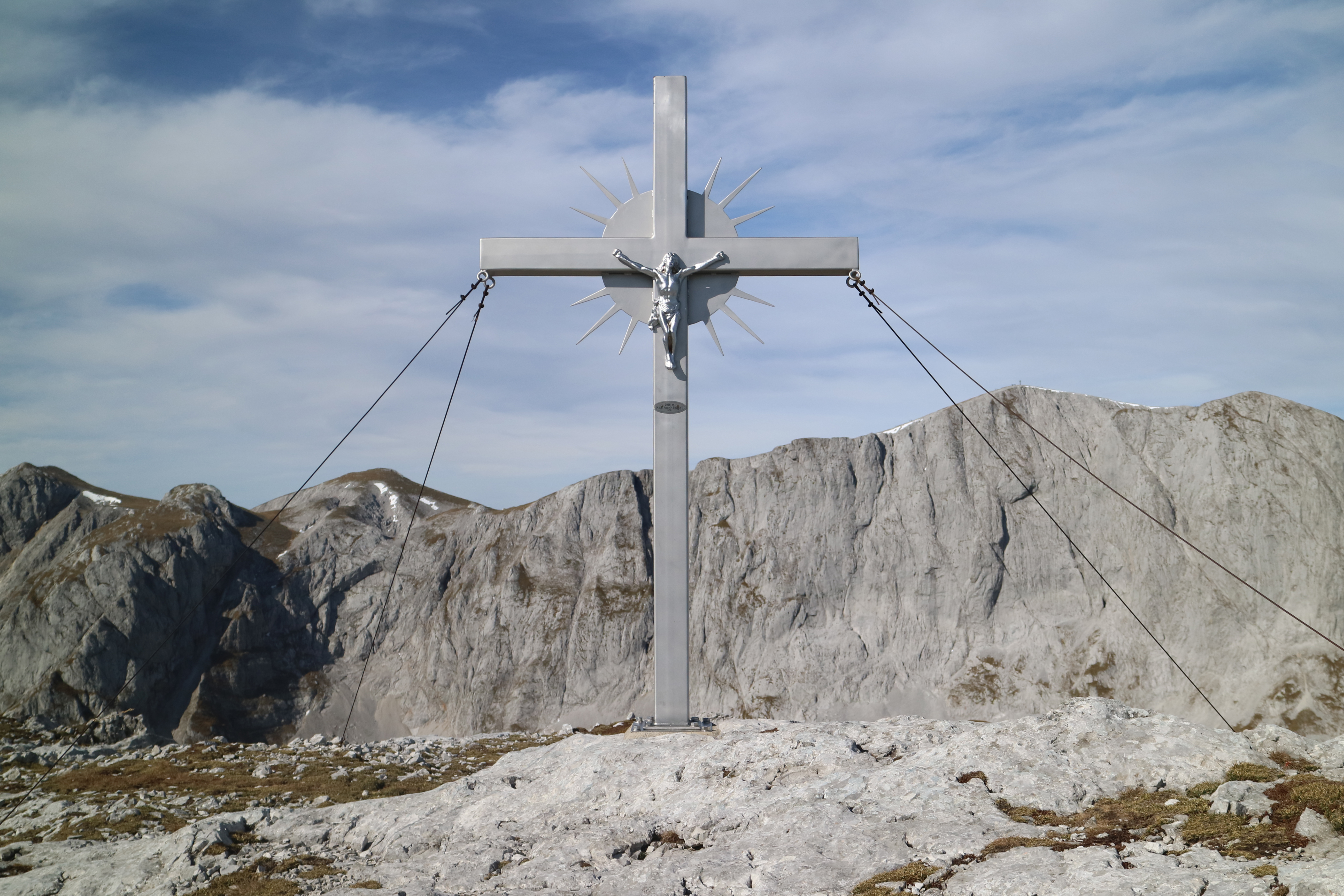
Gipfelkreuz am Karlhochkogel, im Hintergrund die Südwand des Hochschwabs und der G'hacktkogel (li.)
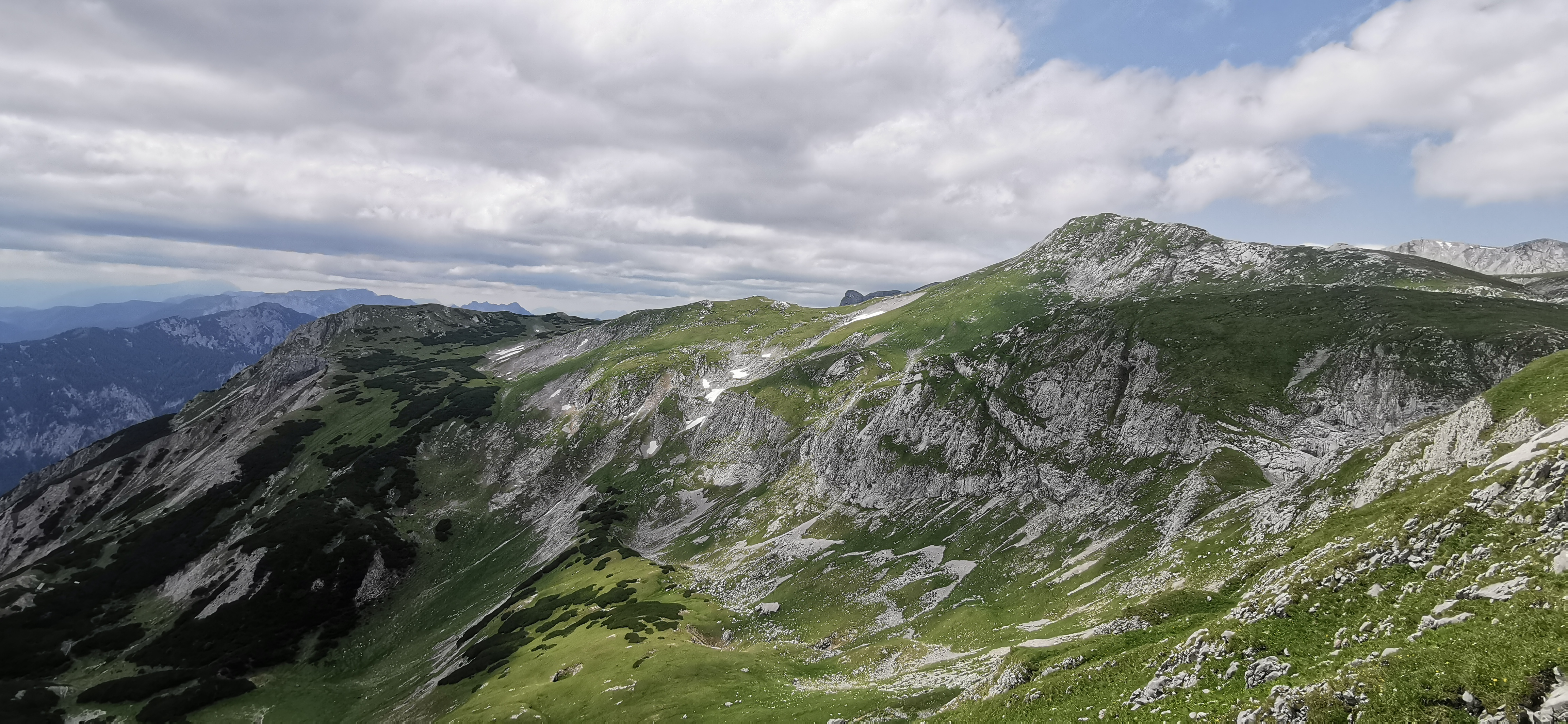
Blick über den Abschluss des Karlgrabens nach Nordwesten auf den Karlhochkogel und den Südteil der Karlalm mit dem wenig ausgeprägten Mühlbachkogel (mittig) und den Abbruch des Plateaus am Käfereck (links).
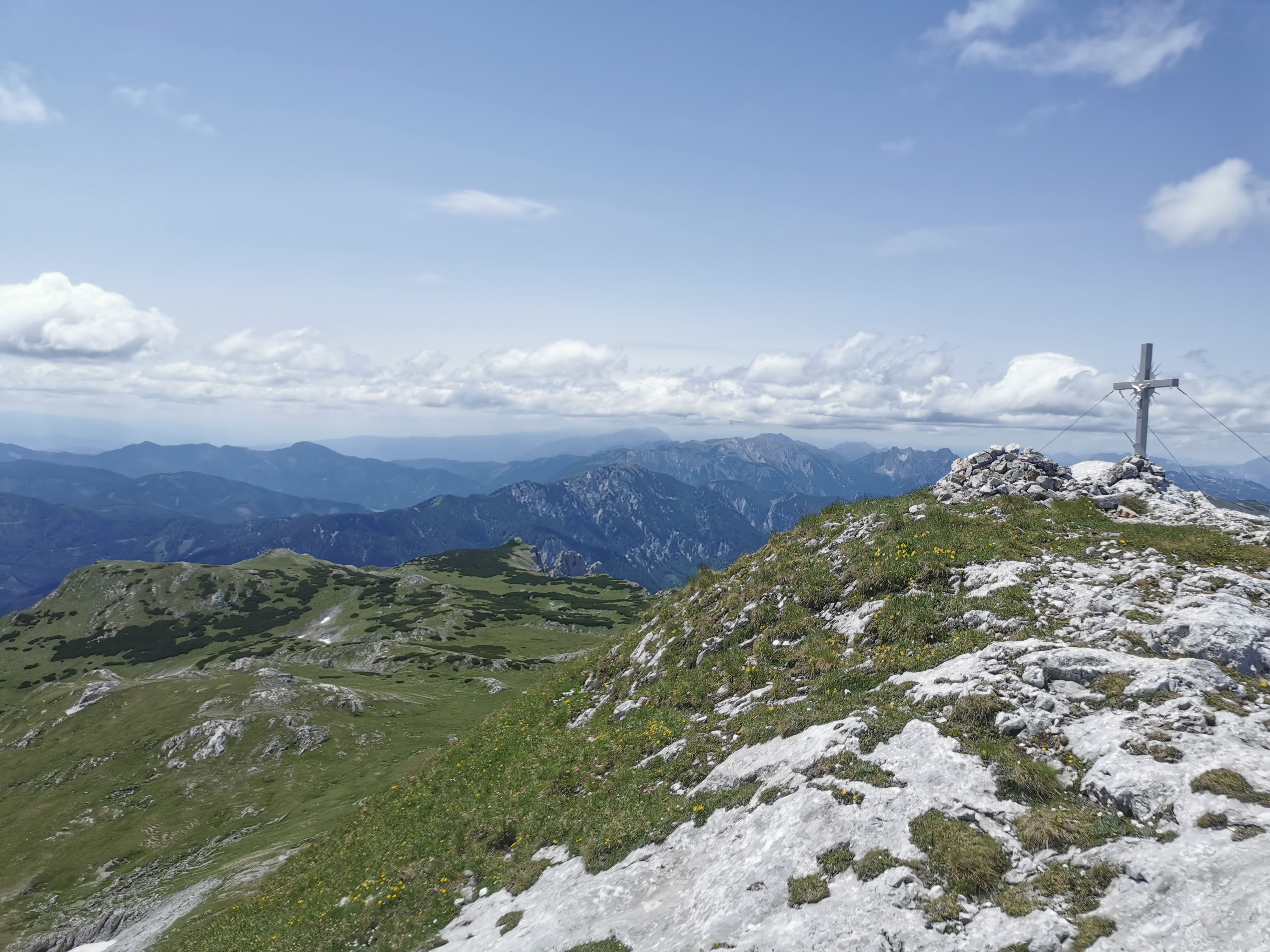
Gipfel des Karlhochkogels, Blick nach Südwesten über Karlalm/Mühlbachboden zu Festlbeilstein (mittig), Käfereck und Mühlbachkogel (links).
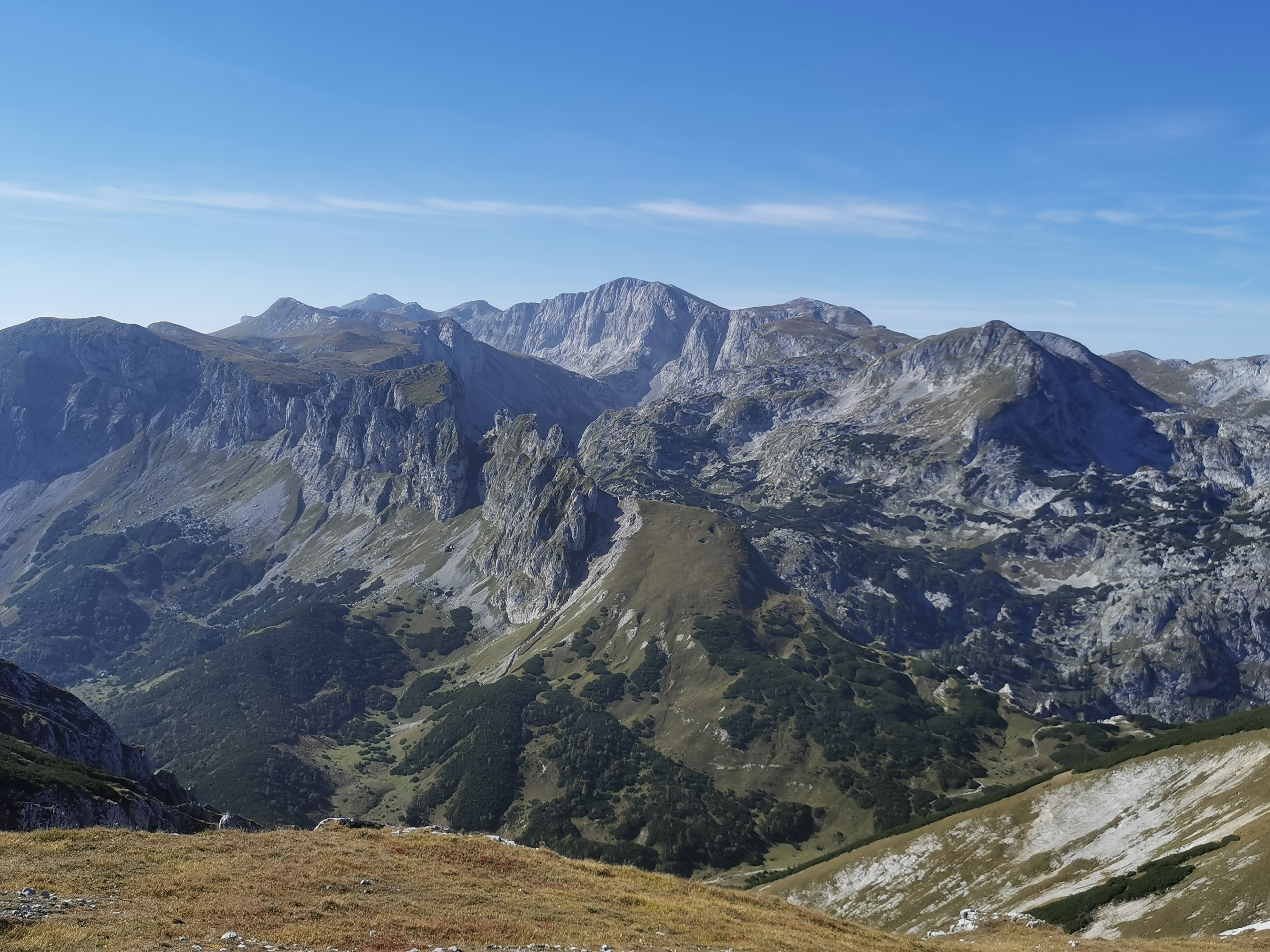
Blick von der Mitteralm nach Westen über die Fölzalm auf den Nordteil der Karalm. Der Karlhochkogel ist der pyramidenförmige Gipfel links, mittig der Hochschwab, rechts unten der Fölzsattel.